# Coulimer
Ne doit pas être confondu avec Coulmer.
Coulimer est une commune française, située dans le département de l'Orne en région Normandie, peuplée de 292 habitants.

## Géographie

### Hydrographie
La commune est située dans le bassin Loire-Bretagne. Elle est drainée par l'Erine.

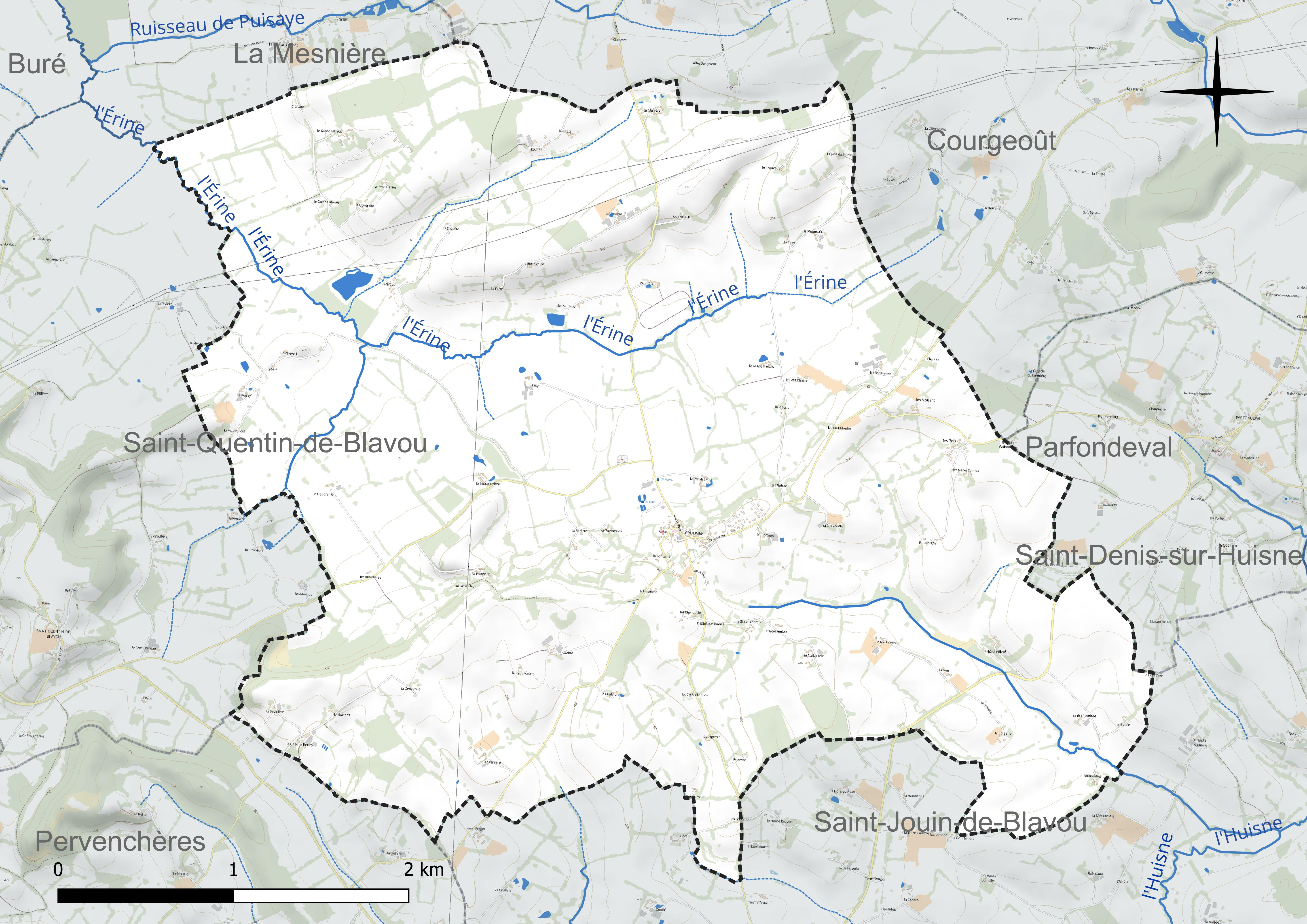
Réseau hydrographique de Coulimer.

### Climat
Pour des articles plus généraux, voir Climat de la Normandie et Climat de l'Orne.
En 2010, le climat de la commune est de type climat océanique dégradé des plaines du Centre et du Nord, selon une étude du CNRS s'appuyant sur une série de données couvrant la période 1971-2000. En 2020, Météo-France publie une typologie des climats de la France métropolitaine dans laquelle la commune est exposée à un climat océanique altéré et est dans la région climatique Normandie (Cotentin, Orne), caractérisée par une pluviométrie relativement élevée (850 mm/a) et un été frais (15,5 °C) et venté. Parallèlement le GIEC normand, un groupe régional d’experts sur le climat, différencie quant à lui, dans une étude de 2020, trois grands types de climats pour la région Normandie, nuancés à une échelle plus fine par les facteurs géographiques locaux. La commune est, selon ce zonage, exposée à un « climat contrasté des collines », correspondant au Pays d'Ouche et au Perche et bénéficiant d’un caractère continental affirmé avec des précipitations atténuées et des amplitudes thermiques fortes.
Pour la période 1971-2000, la température annuelle moyenne est de 10,3 °C, avec une amplitude thermique annuelle de 14,2 °C. Le cumul annuel moyen de précipitations est de 776 mm, avec 12,3 jours de précipitations en janvier et 7,9 jours en juillet. Pour la période 1991-2020, la température moyenne annuelle observée sur la station météorologique la plus proche, située sur la commune de Mortagne-au-Perche à 8 km à vol d'oiseau, est de 11,5 °C et le cumul annuel moyen de précipitations est de 802,0 mm,. Pour l'avenir, les paramètres climatiques de la commune estimés pour 2050 selon différents scénarios d’émission de gaz à effet de serre sont consultables sur un site dédié publié par Météo-France en novembre 2022.

## Urbanisme

### Typologie
Au 1er janvier 2024, Coulimer est catégorisée commune rurale à habitat très dispersé, selon la nouvelle grille communale de densité à sept niveaux définie par l'Insee en 2022.
Elle est située hors unité urbaine. Par ailleurs la commune fait partie de l'aire d'attraction de Mortagne-au-Perche, dont elle est une commune de la couronne,. Cette aire, qui regroupe 25 communes, est catégorisée dans les aires de moins de 50 000 habitants,.

### Occupation des sols
L'occupation des sols de la commune, telle qu'elle ressort de la base de données européenne d’occupation biophysique des sols Corine Land Cover (CLC), est marquée par l'importance des territoires agricoles (99,9 % en 2018), une proportion identique à celle de 1990 (99,9 %). La répartition détaillée en 2018 est la suivante : 
prairies (55,3 %), terres arables (40,9 %), zones agricoles hétérogènes (3,7 %), forêts (0,1 %). L'évolution de l’occupation des sols de la commune et de ses infrastructures peut être observée sur les différentes représentations cartographiques du territoire : la carte de Cassini (XVIIIe siècle), la carte d'état-major (1820-1866) et les cartes ou photos aériennes de l'IGN pour la période actuelle (1950 à aujourd'hui).

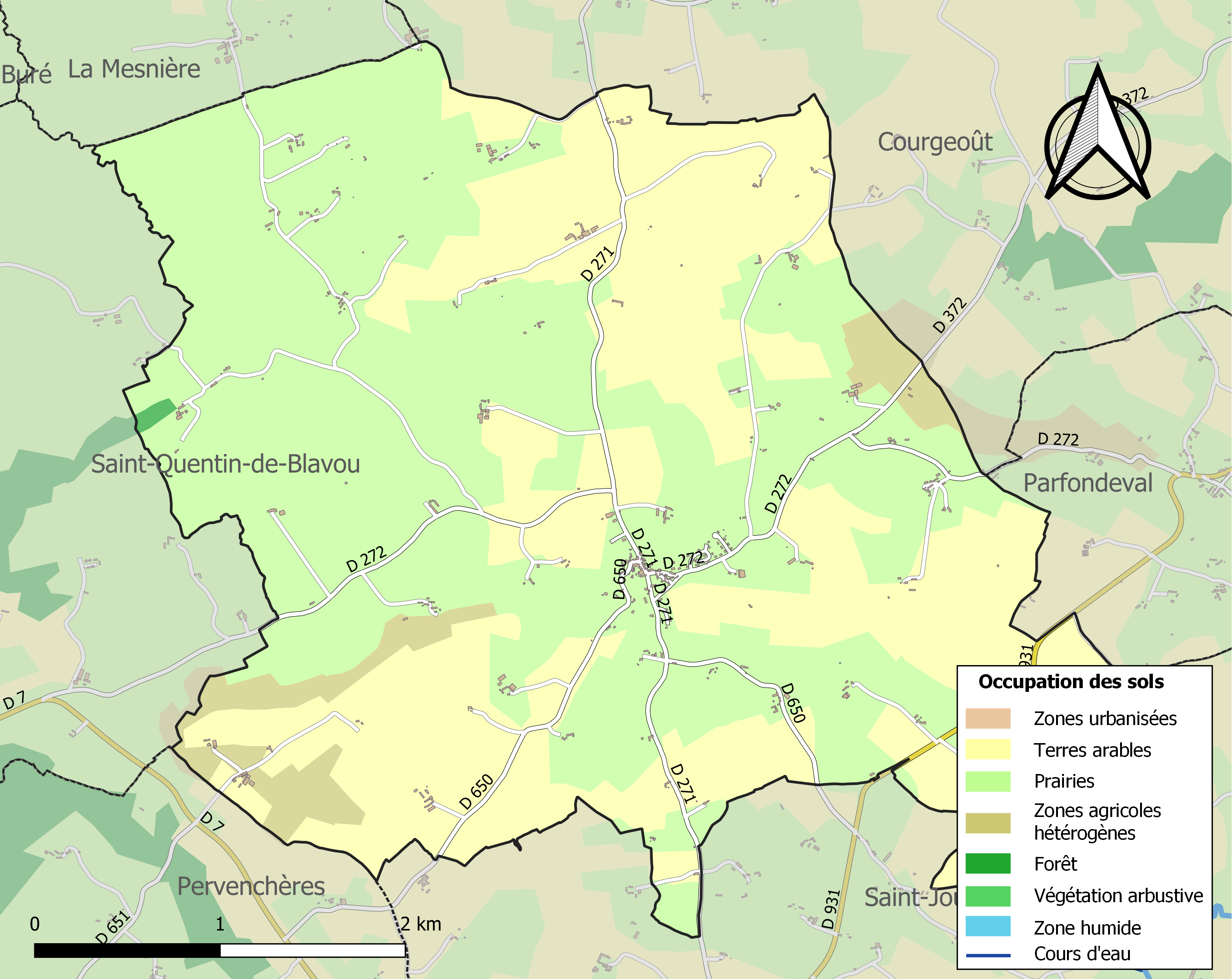
Carte des infrastructures et de l'occupation des sols de la commune en 2018 (CLC).

## Toponymie
Le nom de la localité est attesté sous la forme Corlimer en 1211.
Peut-être du latin cortem, « domaine », et l'anthroponyme germanique Lietmar[réf. nécessaire]

## Histoire
À la création des cantons, Coulimer est chef-lieu de canton. Ce canton est supprimé lors du redécoupage cantonal de l'an IX (1801).

## Politique et administration
| Période                                  | Période  | Identité             | Étiquette | Qualité                    |
| ---------------------------------------- | -------- | -------------------- | --------- | -------------------------- |
| 1977                                     | mai 2020 | Yves Jourdan         | SE        | Agriculteur                |
| mai 2020                                 | En cours | Jean-Claude Marinthe | SE        | Retraité de l’aéronautique |
| Les données manquantes sont à compléter. |          |                      |           |                            |

## Démographie
L'évolution du nombre d'habitants est connue à travers les recensements de la population effectués dans la commune depuis 1793. Pour les communes de moins de 10 000 habitants, une enquête de recensement portant sur toute la population est réalisée tous les cinq ans, les populations de référence des années intermédiaires étant quant à elles estimées par interpolation ou extrapolation. Pour la commune, le premier recensement exhaustif entrant dans le cadre du nouveau dispositif a été réalisé en 2008.
En 2022, la commune comptait 292 habitants, en évolution de −1,35 % par rapport à 2016 (Orne : −3,21 %, France hors Mayotte : +2,11 %).
| 1793 | 1800 | 1806 | 1821  | 1836  | 1841  | 1846  | 1851 | 1856 |
| ---- | ---- | ---- | ----- | ----- | ----- | ----- | ---- | ---- |
| 840  | 869  | 960  | 1 067 | 1 056 | 1 053 | 1 048 | 962  | 891  |

| 1861 | 1866 | 1872 | 1876 | 1881 | 1886 | 1891 | 1896 | 1901 |
| ---- | ---- | ---- | ---- | ---- | ---- | ---- | ---- | ---- |
| 879  | 904  | 869  | 878  | 800  | 735  | 712  | 713  | 697  |

| 1906 | 1911 | 1921 | 1926 | 1931 | 1936 | 1946 | 1954 | 1962 |
| ---- | ---- | ---- | ---- | ---- | ---- | ---- | ---- | ---- |
| 618  | 583  | 511  | 514  | 468  | 436  | 474  | 421  | 376  |

| 1968 | 1975 | 1982 | 1990 | 1999 | 2006 | 2008 | 2013 | 2018 |
| ---- | ---- | ---- | ---- | ---- | ---- | ---- | ---- | ---- |
| 355  | 293  | 283  | 273  | 266  | 282  | 287  | 294  | 290  |

| 2022 | - | - | - | - | - | - | - | - |
| ---- | - | - | - | - | - | - | - | - |
| 292  | - | - | - | - | - | - | - | - |

## Lieux et monuments
- L'église Saint-Pierre.

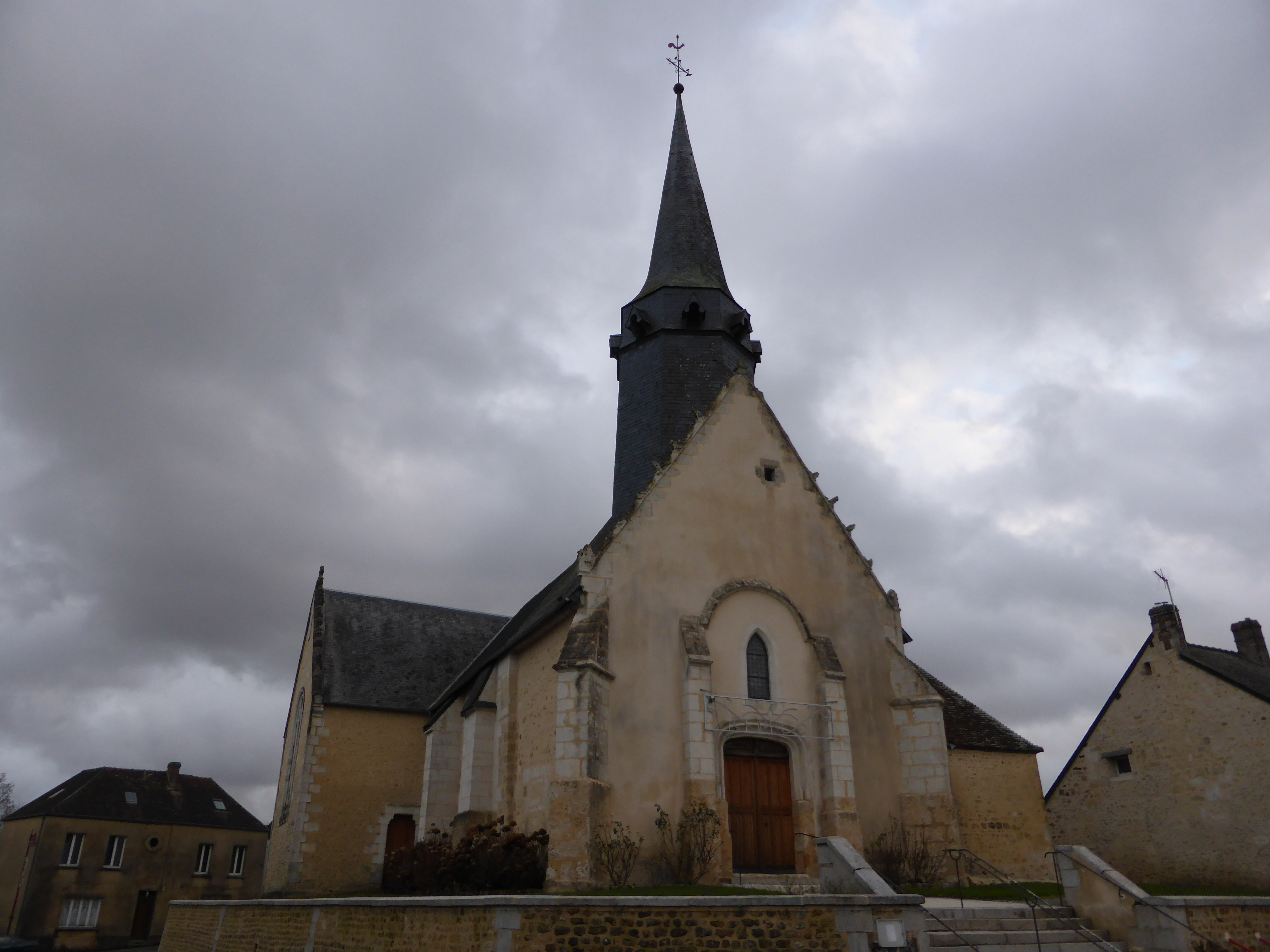
L'église Saint-Pierre de Coulimer.

- Le presbytère, rebâti en 1871, est devenu la mairie en 1992[21].

## Activité et manifestations
- Galette des rois en janvier,
- Soirée moules frites en février,
- Vide-greniers le week end de la Pentecôte,
- Repas champêtre le 14 juillet,
- Halloween le 31 octobre,
- Loto au mois de décembre,
- Repas de la Saint-Sylvestre le 31 décembre.

## Héraldique
| Blason de Coulimer | Blason  | D'argent au chevron de gueules chargées de trois feuilles de vigne d'or posées à plomb, accompagné en chef de deux rameaux de chêne de sinople, penchés et affrontés, terminé chacun par un gland du même, et en pointe d'une croix latine renversée de tenné et à l'auréole d'or rayonnant de quatre rais en sautoir et brochant sur l'intersection de la traverse et le montant de la croix. |
| Blason de Coulimer | Détails | Le statut officiel du blason reste à déterminer. |